# Mecolaesthus cordiformis
Mecolaesthus cordiformis là một loài nhện trong họ Pholcidae. Loài này được phát hiện ở Venezuela.